# Biały tygrys

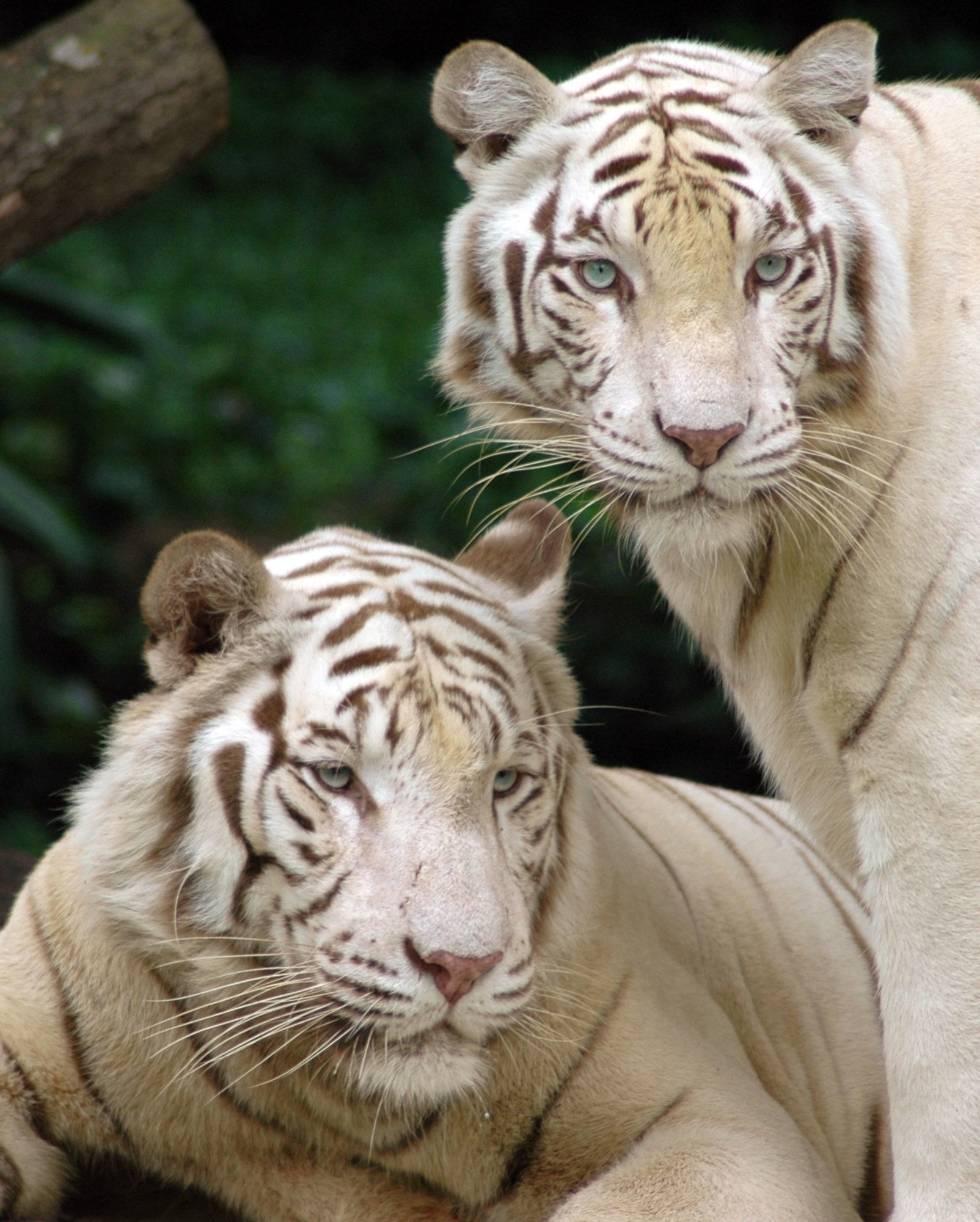
Białe tygrysy

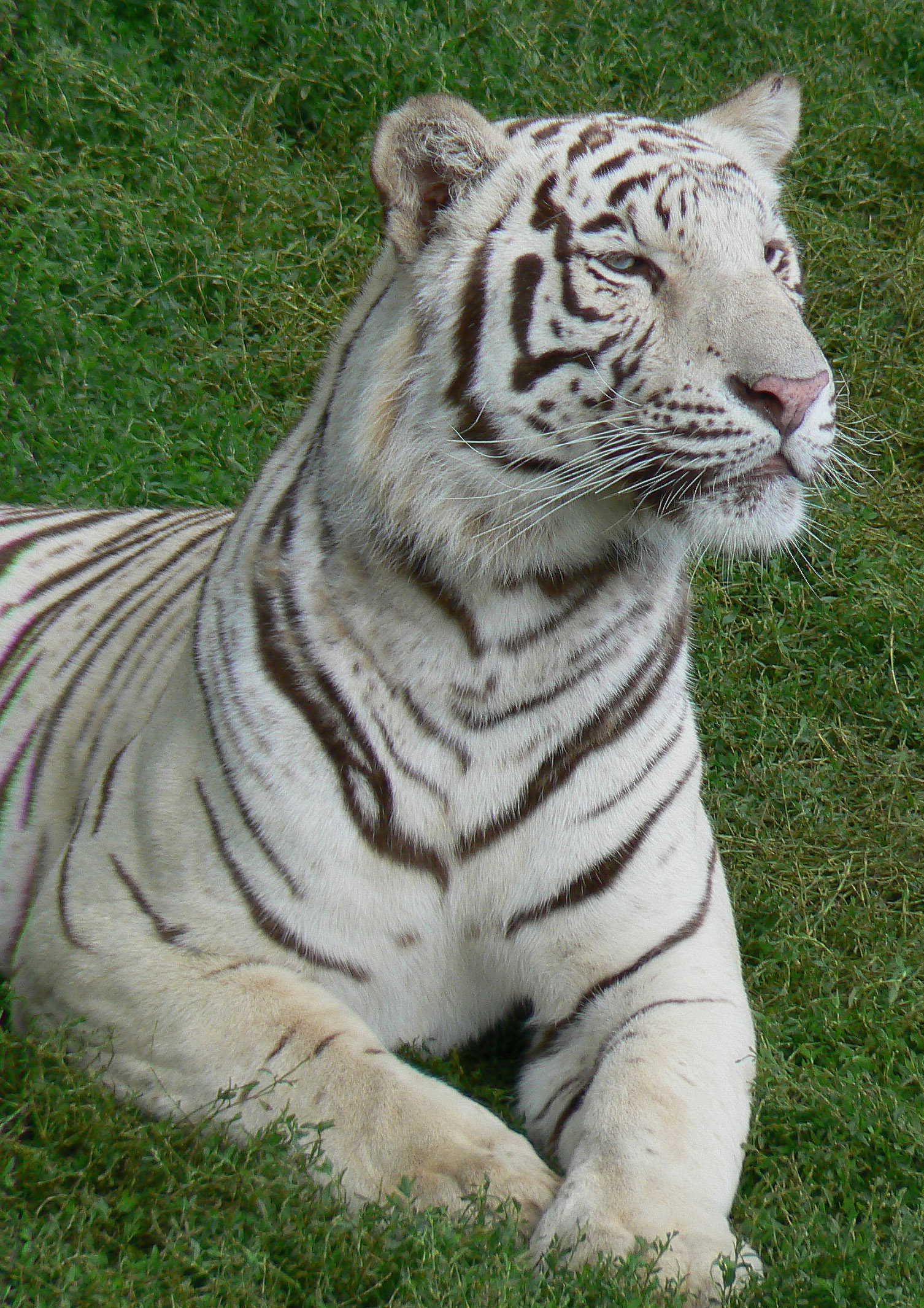
Biały tygrys

Biały tygrys – jeden z wielu wariantów ubarwienia tygrysa Panthera tigris (ssak z rodziny kotowatych). Jego cechami charakterystycznymi są: kremowe lub białe umaszczenie sierści, różowy nos, niebieskie oczy oraz czarne, szare lub brązowe pasy. Osobniki albinotyczne o śnieżnobiałym kolorze futra mają pasy słabo widoczne albo zupełnie niewidoczne. Takie tygrysy są osobliwością poszukiwaną przez ogrody zoologiczne.
W naturze tygrysy te żyją jedynie w subtropikalnych lasach Bengalu, w północno-wschodnich Indiach. Nie są one jednak innymi podgatunkami, lecz wariantami kolorystycznymi żyjącego tam podgatunku (Panthera tigris tigris). Rzadziej białe osobniki występują u tygrysa amurskiego (Panthera tigris altaica). Wszystkie białe koty trzymane w ogrodach zoologicznych pochodzą od jednego ojca o imieniu Mohman, którego schwytano w 1820 roku. Rodzicami białych tygrysów mogą być także dwa normalnie ubarwione koty. Jest to jednak możliwe tylko wtedy, gdy obydwa osobniki są nosicielami upośledzonego genu, odpowiedzialnego za niewytwarzanie ilości feomelaniny (barwnika nadającego pomarańczowy odcień), produkują jednak eumelaninę, dlatego nie są albinosami. Prawdopodobnie za biały kolor sierści odpowiada mutacja genu odpowiedzialnego za wytwarzanie tyrozynazy, która z kolei bierze udział w procesie powstawania melaniny.

## Cechy charakterystyczne białego tygrysa
Mimo że tygrys biały nie jest osobnym podgatunkiem, są cechy które go wyróżniają. Cechami charakterystycznymi białego tygrysa są:
- Większy rozmiar i masa niż u tygrysa o zwykłym kolorze sierści (do 300 kg)
- Kremowe lub białe umaszczenie
- Różowy nos
- Niebieskie oczy
- Czarne, szare lub brązowe pasy (choć około 25% potomstwa nie posiada pręg[2])

## Kwestie etyczne przeciw hodowaniu białych tygrysów

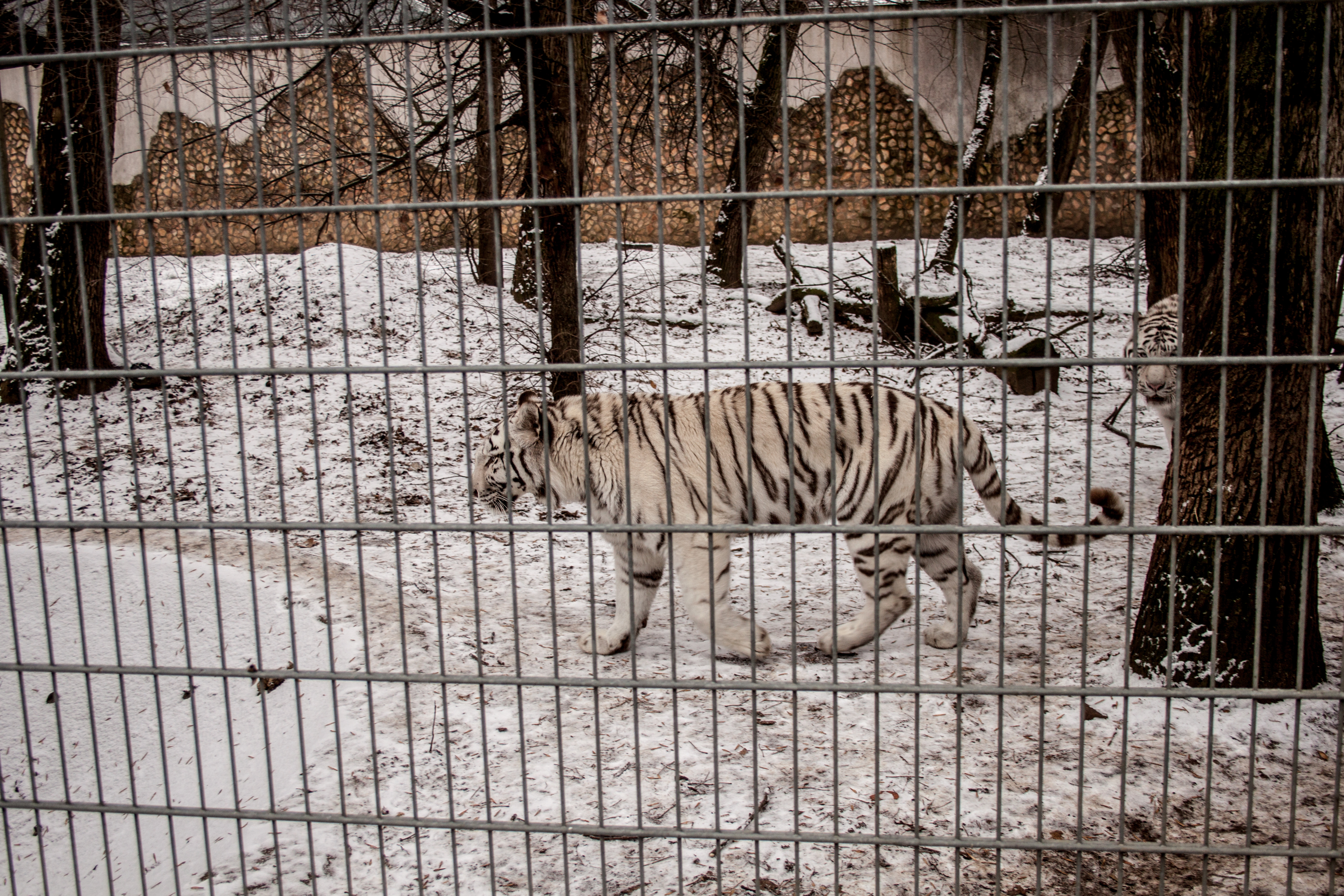
Białe tygrysy są niezwykle pożądane jako zwierzęta w ogrodach zoologicznych. Jest to przyczyną wielokrotnego kojarzenia nawet blisko spokrewnionych osobników, a wszystkie żyjące w niewoli białe tygrysy są potomkami Mohmana, złapanego w 1820 roku.

Białe tygrysy są niezwykle pożądane jako osobniki w ogrodach zoologicznych. Jako że gen odpowiedzialny za wyjątkowy kolor futra jest recesywny, tygrysy te hoduje się poprzez chów wsobny. Przykładowo, wszystkie osobniki śnieżnobiałe, czyli pozbawione pręg, są potomkami rodzeństwa w zoo w Cincinnati (Bhima i Sumity). Jest to przyczyną wielu chorób genetycznych, takich jak:
- zez (powodowany nieprawidłowym połączeniem nerwów wzrokowych z mózgiem)
- skrzywienie kręgosłupa
- osłabiony układ odpornościowy
- choroby nerek
- stopa końsko-szpotawa
- obniżona płodność
- częstsze poronienia
- krótsze pyski (określane jako podobne do pysków buldogów[1]), zadarty nos, szeroko rozstawione oczy, wystająca szczęka, uwypuklona głowa.

Pojawiają się jednak opinie, że niektóre z tych nieprawidłowych cech są spowodowane nieprawidłową dietą. W dodatku przypuszcza się, że jednym ze skutków mutacji jest również specyficzne reagowanie na środki znieczulające – osobnik (samiec) o imieniu Cheytan, syn Bhima i Sumity, urodzony w ogrodzie zoologicznym w Cinncinati, zmarł w 1992 roku w San Antonio z powodu powikłań po zaaplikowaniu znieczulenia przed leczeniem kanałowym.